# Liste der Landschaftsschutzgebiete im Landkreis Straubing-Bogen
Im Landkreis Straubing-Bogen gibt es sechs Landschaftsschutzgebiete. (Stand: November 2018)

## Hinweise zu den Angaben in der Tabelle
- Gebietsname: Amtliche Bezeichnung des Schutzgebietes
- Bild/Commons: Bild und Link zu weiteren Bildern aus dem Schutzgebiet
- LSG-ID: Amtliche Nummer des Schutzgebietes
- WDPA-ID: Link zum Eintrag des Schutzgebietes in der World Database on Protected Areas
- Wikidata: Link zum Wikidata-Eintrag des Schutzgebietes
- Ausweisung: Datum der Ausweisung als Schutzgebiet
- Gemeinde(n): Gemeinden, auf denen sich das Schutzgebiet befindet
- Lage: Geografischer Standort
- Fläche: Gesamtfläche des Schutzgebietes in Hektar
- Flächenanteil: Anteilige Flächen des Schutzgebietes in Landkreisen/Gemeinden, Angabe in % der Gesamtfläche
- Bemerkung: Besonderheiten und Anmerkungen

Bis auf die Spalte Lage sind alle Spalten sortierbar.
| Gebietsname | Bild/Commons   | LSG-ID       | WDPA-ID | Wikidata  | Ausweisung | Gemeinde(n) | Lage     | Fläche ha | Flächenanteil | Bemerkung |
| --- | -------------- | ------------ | ------- | --------- | ---------- | ----------- | -------- | --------- | --- | --------- |
| Dickerlberg in der Gemeinde Leiblfing                                                                                            | weitere Bilder | LSG-00323.02 | 395811  | Q59656806 | 1981       |             | Position | 4,86      | Landkreis Straubing-Bogen (100 %) |           |
| LSG Bayerischer Wald | weitere Bilder | LSG-00547.01 | 396098  | Q59655763 | 1983       |             | Position | 230934,93 | Straubing (0,2 %), Landkreis Deggendorf (14,4 %), Landkreis Freyung-Grafenau (33,7 %), Landkreis Regen (34,2 %), Landkreis Straubing-Bogen (17,5 %) |           |
| Schloßberg in der Gemeinde Leiblfing                                                                                             | weitere Bilder | LSG-00323.01 | 395810  | Q59656789 | 1981       |             | Position | 8,03      | Landkreis Straubing-Bogen (100 %) |           |
| Schutz von Landschaftsteilen im Ortsteil Illbach, Gemeinde Wallkofen des Landkreises Mallersdorf (LSG Auwald südöstlich Illbach) | weitere Bilder | LSG-00150.01 | 395621  | Q59655721 | 1968       |             | Position | 7,05      | Landkreis Straubing-Bogen (100 %) |           |
| Schutz von Landschaftsteilen in der Gemeinde Hirschling, Landkreis Mallersdorf - LSG Hirschlinger Au                             | weitere Bilder | LSG-00194.01 | 395674  | Q59656651 | 1970       |             | Position | 68,66     | Landkreis Straubing-Bogen (100 %) |           |
| Schutz von Landschaftsteilen in der Marktgemeinde Pfaffenberg des Landkreises Mallersdorf - LSG Frauenbrunn                      | weitere Bilder | LSG-00149.01 | 395620  | Q59657022 | 1968       |             | Position | 0,8       | Landkreis Straubing-Bogen (100 %) |           |